# Quiterianópolis
Quiterianópolis là một đô thị thuộc bang Ceará, Brasil. Đô thị này có diện tích 1040,955 km², dân số năm 2007 là 20029 người, mật độ 19,24 người/km².